# Franc Kozjek
Franc Kozjek, slovenski farmacevt, * 7. januar 1938, Trbovlje.

## Življenje in delo
Leta 1961 je diplomiral na Farmacevtsko-biokemični fakulteti v Zagrebu in 1967 doktoriral na medicinski fakulteti v Lyonu. Strokovno se je izpopolnjeval v Franciji in Švici. Sprva se je zaposlil na Zavodu za farmacijo in preizkušanje zdravil Socialistične republike Slovenije, od leta 1963 dalje pa je bil zaposlen na univerzitetni katedri za farmacevtiko ljubljanske fakultete za naravoslovje in tehnologijo, od 1975 kot izredni in od 1981 kot redni profesor. Po ustanovitvi Fakultete za farmacijo v Ljubljani je tam nadaljeval z delom univerzitetnega profesorja. Napisal je več učbenikov ter strokovnih in znanstvenih člankov in poročil. Njegova trenutna bibliografija obsega 471 zapisov.  

## Odlikovanja in nagrade
Leta 2000 je prejel častni znak svobode Republike Slovenije z naslednjo utemeljitvijo: »za zaslužno delo na področju farmacije«. Prejel je tudi Minařikovo odličje farmacevtskega društva, Univerza v Ljubljani pa mu je po upokojitvi podelila naziv zaslužni profesor.

## Izbrana bibliografija
- Klinična farmacija v Sloveniji  (COBISS)
- Stranski učinki zdravil v prebavilih (COBISS)
- Proučevanje mehanizmov nastanka insulinske rezistence pri bolnikih, okuženih z virusom HIV (Anja Silič, disertacija) (COBISS)
- Odpornost proti protimikrobnim zdravilom (COBISS)
- Biofarmacevtske in farmakokinetične lastnosti antimikrobnih zdravil. Zdravila s podaljšanim delovanjem (COBISS)